# شبکه اجتماعی
شبکهٔ اجتماعی (به انگلیسی: Social network) ساختاری اجتماعی است که از گروه‌هایی (عموماً فردی یا سازمانی) تشکیل شده‌است که توسط یک یا چند نوع خاص از وابستگی مانند ایده‌ها و تبادلات مالی، دوستان، خویشاوندان، لینک‌های وب، و سرایت بیماری‌ها (اپیدمولوژی) به هم وصل هستند.
در سال‌های اخیر، برخی شبکه‌های اجتماعی به بستری برای فعالیت‌های فرهنگی و هنری مستقل تبدیل شده‌اند. هنرمندان نوظهور، به‌ویژه در حوزه‌های موسیقی، طراحی و تولید محتوای تصویری، از این پلتفرم‌ها برای معرفی آثار خود به مخاطبان گسترده استفاده می‌کنند.
```
در تحلیل 
شبکه‌های اجتماعی
 با استفاده از 
نظریه گراف
، 
افراد
 یا نهادها به عنوان 
راس‌ها
 و روابط میان آن‌ها به عنوان 
یال‌ها
 در نظر گرفته می‌شوند. به بیان ساده،یک شبکه اجتماعی نگاشتی از تمام یال‌های میان 
روابط اجتماعی
 مورد مطالعه است.رأس‌ها، بازیگران فردی درون شبکه‌ها و یال‌ها، روابط میان این بازیگران هستند.انواع زیادی از یال‌ها می‌تواند میان رأس‌ها وجود داشته باشد.
```

## تحلیل

### اهمیت
تحلیل شبکه‌های اجتماعی (مرتبط با نظریه شبکه‌ها) به عنوان یک تکنیک کلیدی و مهم در جامعه‌شناسی، انسان‌شناسی، جغرافیا، روان‌شناسی اجتماعی، جامعه‌شناسی زبان، علوم ارتباطات اجتماعی، دانش اطلاعات، مطالعات سازمانی، اقتصاد و زیست‌شناسی مدرن همانند یک موضوع محبوب در زمینه تفکر و مطالعه پدیدار شده‌است.

### ریشه‌شناسی
بیش از یک سده است که در جوامع، از واژه «شبکهٔ اجتماعی» برای اشاره ضمنی به مجموعه روابط پیچیده میان افراد در سیستم‌های اجتماعی در تمامی مقیاس‌ها از روابط بین فردی گرفته تا بین‌المللی مورد استفاده می‌گیرد. جان آروندل بارنس در سال ۱۹۴۵ برای نخستین بار از اصطلاح قاعده‌مند برای مشخص کردن الگوهایی از رشته‌ها استفاده کرد که مفاهیم را مشخص می‌کنند و به صورت رایج از سوی عموم و دانشمندان علوم اجتماعی مورد استفاده قرار می‌گیرد: گروه اجتماعی محدود (مانند: قبیله و خانواده) و طبقات اجتماعی (مانند: جنسیّت و قومیت).

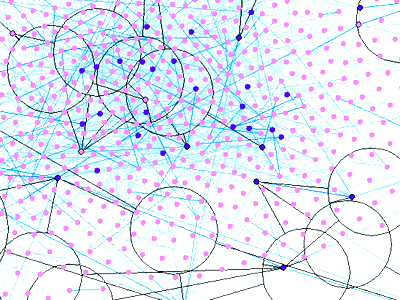
نمونه‌ای از یک شبکه اجتماعی در مقیاس بزرگ

### دیدگاه احکام نظری و روش‌ها
تحلیل شبکه‌های اجتماعی از دید احکام نظری و روش‌ها و تحقیق‌های مربوط به آن از یک صنعت ضمنی به معبری تحلیلی برای پارادایمها تغییر یافته‌است. برهان‌های تحلیلی از کل گرفته تا جزء؛ از ساختار گرفته تا روابط و افراد، از اخلاق گرفته تا رفتار، همگی شبکه‌های سراسری را مورد بررسی قرار می‌دهند که در آنها، همه رشته‌ها شامل روابط ویژه‌ای در میان جمعیتِ تعریف شده‌اند یا شبکه‌های فردی را مورد بررسی قرار می‌دهند که شامل رشته‌هایی (مانند انجمن‌های خصوصی) است که افراد مشخصی آن‌ها را دارند.
گرایش‌های تحلیلی متعددی تحلیل شبکه‌های اجتماعی را تمیز می‌دهند: هیچ فرضی وجود ندارد که گروه‌ها، بلوک‌های بناکننده اجتماع هستند: این معبر برای مطالعه سیستم‌های اجتماعی با محدودیت کمتر باز است از اجتماعات غیر محلی گرفته تا لینک‌های درون وبگاه‌ها.
تحلیل شبکه‌های اجتماعی علاوه بر سروکار داشتن با اشخاص (افراد، سازمان‌ها، کشورها) به عنوان واحدهای گسسته تحلیل، بر چگونگی ساختار رشته‌ها که اشخاص و روابط میان آن‌ها را تحت تأثیر قرار می‌دهد نیز تمرکز می‌کند.
برخلاف تحلیل‌هایی که بر این فرض استوارند که هنجارهای اجتماعی تعیین‌کننده رفتارها هستند، تحلیل شبکه‌های اجتماعی به بررسی وسعت اثرگذاری ساختار و ترکیب رشته‌ها بر هنجارها می‌پردازد.
تحلیل شبکه‌های اجتماعی چشم‌انداز متناوبی را ایجاد می‌کند که در آن خواص افراد نسبت به ارتباطات و رشته‌های میان آن‌ها در شبکه از اهمیت کمتری برخوردار است. این معبر ایجاد شده‌است تا برای توضیح بسیاری از پدیده‌های جهان واقعی مفید واقع شود، اما مجال کمتری برای نمایندگی‌های فردی باقی می‌گذارد تا توانمندی‌های فردیشان روی موفقیت اثرگذار باشد؛ زیرا بخش زیادی از این توانمندی‌ها درون ساختار شبکه باقی می‌ماند.

## شکل
شکل یک شبکهٔ اجتماعی به تعیین میزان سودمندی شبکه برای افراد آن شبکه کمک می‌کند. به‌طور جزئی، شبکه‌های بسته برای اعضایشان نسبت به شبکه‌هایی که تعداد زیادی اتصالات ضعیف برای افراد خارج از شبکه اصلی دارند، فایده کمتری دارند. بیشتر شبکه‌های باز با اتصالات اجتماعی و رشته‌هایِ ضعیف، شانس بیشتری برای دسترسی به ایده‌ها و دست‌آوردهای جدید نسبت به شبکه‌های بسته با رشته‌های طویل فراهم می‌آورد. به بیان دیگر گروهی از دوستان که تنها دارای ارتباط با یکدیگر هستند، اطلاعات و دست‌آوردهای یکسانی را به اشتراک می‌گذارند. اما گروهی از افراد که دارای ارتباط با بخش‌های اجتماعی دیگر هستند شانس بیشتری برای دسترسی به محدوده وسیعتری از اطلاعات دارند.
افراد برای دستیابی به موفقیت، بهتر است که با شبکه‌های گوناگونی ارتباط داشته باشند تا این که ارتباطات زیادی درون یک شبکه داشته باشند. به‌طور مشابه افراد می‌توانند اثرگذاری و ایفای نقش به عنوان واسطه در برقراری ارتباط بین دو شبکه که به هم متصل نیستند را تمرین کنند. (این کار پر کردن سوراخ‌های ساختاری نامیده می‌شود)

مثالی از نمودار یک شبکه اجتماعی

## مدل‌های انتشار اطلاعات

### مدل انتشار مستقل
در این مدل کل شبکه اجتماعی به صورت یک گراف نمایش داده می‌شود که در آن رئوس نشان دهنده افراد و یال‌ها نشان دهنده ارتباط میان آن‌ها هستند. برخی از رأس‌ها به صورت پیش‌فرض فعال و بقیه غیرفعال هستند. وزن یال‌ها عددی میان صفر و یک است که نشان دهنده احتمال فعال شدن آن‌ها است. هرگاه رأسی مانند {\displaystyle v}فعال می‌شود با احتمالی می‌تواند رأس‌های همسایه خود را فعال کند. این احتمال برابر وزن یال ارتباطی میان رأس {\displaystyle v}و راس {\displaystyle u}(رأسی که {\displaystyle v}شاید بتواند آن را فعال کند {\displaystyle P(u,v)} است. این فعال‌سازی با احتمالی که گفته شد تنها یه بار صورت می‌گیرد، به این معنی که اگر با احتمال مربوط رأس {\displaystyle v}نتوانست رأس {\displaystyle u}را فعال کند دیگر رأس {\displaystyle v}شانسی برای اثرگذاری بر رأس {\displaystyle u}نخواهد داشت.

### مدل حد آستانه خطی

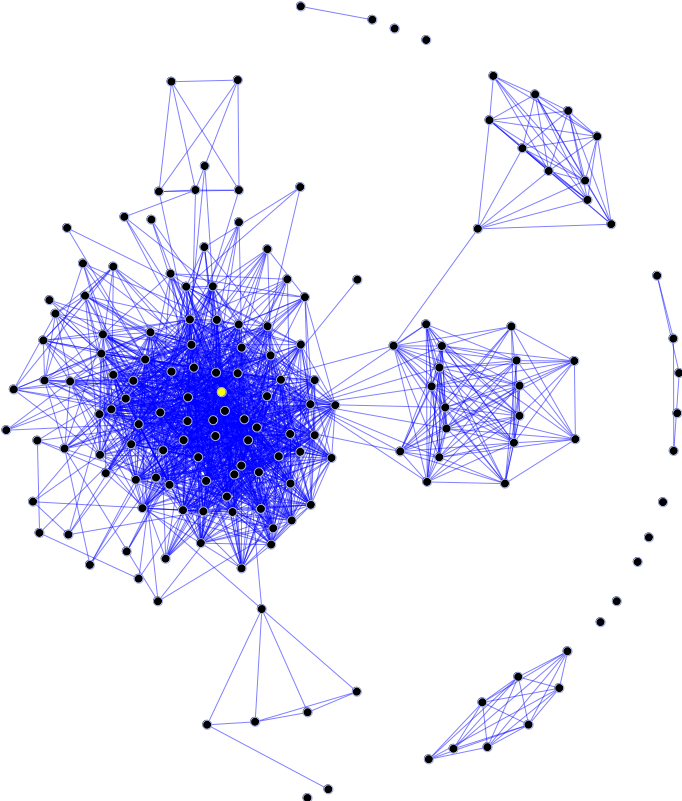
شبکه اجتماعی مرکز محور

در این مدل نیز مانند مدل انتشار مستقل، شبکه اجتماعی با یک گراف مدل می‌شود که افراد به صورت رأس و ارتباط میان افراد به صورت یال نمایش داده می‌شود. از طرفی هر رأس دارای دو وضعیت فعال و غیرفعال است. احتمال اثرگذاری فرد {\displaystyle v}بر فرد {\displaystyle u}را با وزن بین دو یال، که با {\displaystyle bv,w} نمایش می‌دهیم، بیان می‌شود. این وزن یا همان احتمال به گونه‌ای است که باید مجموع جمع همسایه‌ها کمتر از ۱ باشد:
هر رأس {\displaystyle v}دارای یک حد آستانه است که بین بازه [۰٬۱] به صورت تصادفی انتخاب می‌شود، این مقدار نسبت وزنی همسایگانی از {\displaystyle v}ات که باید فعال شوند تا منجر به فعال شدن {\displaystyle v}شوند. با داشتن انتخابهای تصادفی برای آستانه‌ها و یک مجموعه از رئوس فعال اولیه (که در این حالت بقیه رئوس کاملاً غیرفعال هستند)، مراحل انتشار به‌طور قطعی در قدم‌های مجزای زیر خواهد بود:
۱- در قدم t کل رئوسی که در قدم t-1 فعال بودند، به صورت فعال باقی خواهند ماند.
۲- رأس {\displaystyle v}را در صورتی فعال می‌کنیم که جمع وز نهای همسایگان فعال آن حداقل {\displaystyle \Theta v} باشد:

## اثرگذاری

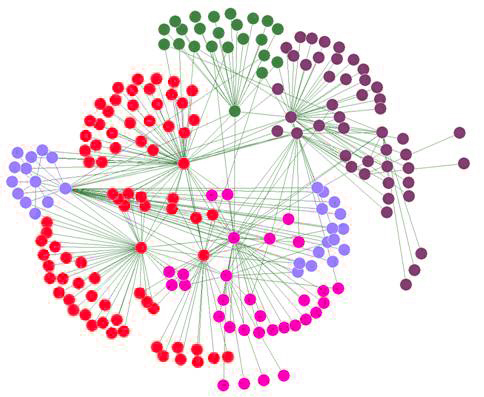
نمودار شبکه اجتماعی، سطح مزو

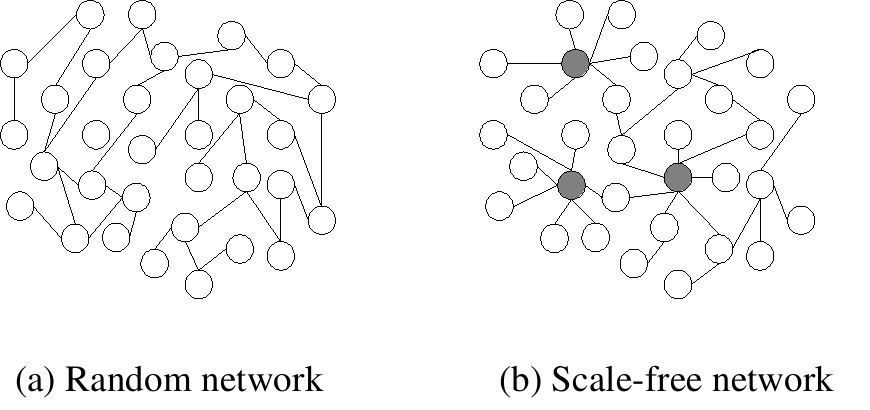
نمونه‌ای از شبکه تصادفی و آزاد-مقیاس. هر گراف ۳۲ گره و ۳۲ اتصال دارد. به موقعیت هاب‌ها (نقاط خاکستری) در شبکه آزاد-مقیاس توجه شود.

شبکه‌های اجتماعی برای بررسی چگونگی تأثیرات متقابل میان تشکیلات، توصیف بسیاری از اتصالات غیررسمی که مجریان را به یکدیگر متصل می‌کنند، نیز مورد استفاده قرار گرفته‌اند و در این زمینه‌ها نیز به خوبی برقراری ارتباطات فردی میان کارمندان در سازمان‌های مختلف عمل می‌کنند. شبکه‌های اجتماعی نقش کلیدی در موفقیت‌های تجاری و پیشرفت‌های کاری ایفا می‌کنند. شبکه‌ها راه‌هایی را برای شرکت‌ها فراهم می‌کنند که اطلاعات جمع‌آوری کنند، از رقابت بپرهیزند و حتّی برای تنظیم قیمت‌ها و سیاست‌ها با هم تبانی کنند.